# Макушин Юрій Андрійович
Юрій Андрійович Макушин (24 січня 1935, село Вороново, Томська область, СРСР) — радянський український скульптор, член Спілки художників України (1975), народний художник України (2015).

## Біографія
Народився 24 січня 1935 року в селі Вороново Кожевниківського району. Батько — Андрій Євдокимович Макушин — виходець з села Станка Челябинського району Оренбурзької губернії, очолював промартель «Змичка» в селі Вороново, в 1937 році був заарештований, але пізніше звільнений. Мати працювала листоношею, різала махорку на тютюновій фабриці.
Дитинство пройшло в Топчихинському районі Алтайського краю. 
Після смерті матрері залишився на піклуванні старої сестри, Зінаїди. У 1946 році переїхав в Миколаїв, де працював теслярем-станочником на будівельному комбінаті.
Навчався в Ленінградському художньому училищі імені В. А. Сєрова. У 1961 році вступив до Ленінградського інституту живопису, скульптури та архітектури імені І. Ю. Рєпіна (педагог з фаху — М. К. Анікушин). В 1971 році, закінчивши інститут, повернувся до Миколаєва, працював скульптором в Миколаївських мистецько-виробничих майстернях (нині — Миколаївський художньо-виробничий комбінат).
З 1975 року — член Спілки художників УРСР, з того ж року член Миколаївської обласної організації Національної спілки художників України, в якій до 1985 року очолювал художню раду.
З 1981 року — заслужений художник УРСР.
У 2010 році за розвиток мистецтва на Миколаївщині, збереження пам'яті видатних миколаївців нагороджений дипломом Великого Магістра скульптури від Управління культури Миколаївської облдержадміністрації та Обласної організації Спілки художників України.
З 2015 року — народний художник України.
Доцент Миколаївської філії Київського національного університету культури і мистецтв, кафедра дизайну.

## Родина
Дружина — Макушина Інна Вікторівна, скульптор, заслужений художник України.
Син — Макушин Віктор Юрійович, скульптор.
2002 року вся сім'я Макушиних була удостоєна звання «Городянин року» в номінації «Мистецтво».

## Роботи
Юрій Макушин — автор більшості пам'ятників і меморіальних дощок в Миколаєві та Миколаївській області.
| Робота                                                              | Рік  | Розташування                     | Примітки                                                 |
| ------------------------------------------------------------------- | ---- | -------------------------------- | -------------------------------------------------------- |
| Монумент «Сталевий солдат» на Кургані Слави                         | 1975 | Нова Одеса, Миколаївська область | Із нержавіючої сталі. У співавторстві з Інною Макушиною. |
| Монументально-декоративна композиція «Прометей»                     | 1975 | Миколаїв                         | Із нержавіючої сталі. У співавторстві з Інною Макушиною. |
| Монументальна композиція «Слава праці»                              | 1975 | Миколаїв                         | У співавторстві з Інною Макушиною.                       |
| Працівникам міліції, полеглим в період становлення радянської влади | 1978 | Миколаїв                         | Із міді та граніту. У співавторстві з Інною Макушиною    |
| Меморіальна дошка «За владу Рад!»                                   | 1978 | Миколаїв                         | Із бронзи.                                               |
| Пам'ятник лейтенанту Шмідту                                         | 1984 | Очаків                           | Із бронзи та граніту. У співавторстві з Інною Макушиною. |
| Меморіальна дошка О. С. Пушкіну                                     | 1987 | Миколаїв                         | Із бронзи.                                               |
| Меморіальна дошка В. Верещагіну                                     | 1987 | Миколаїв                         | Із бронзи                                                |
| Меморіальна дошка письменнику В. М. Гаршину                         | 1987 | село Лимани                      |                                                          |
| Пам'ятник воїну-визволителю                                         | 1987 | Первомайськ                      | Із бронзи. У співавторстві з Інною Макушиною             |
| Пам'ятник О. С. Пушкіну                                             | 1988 | Миколаїв                         | Із бронзи та граніту                                     |
| «Кора»                                                              | 1991 |                                  | із дерева                                                |
| «Біля озера»                                                        | 1991 |                                  | із дерева                                                |
| Розп'яття                                                           | 1993 |                                  | із дерева                                                |
| «Народження істини»                                                 | 1995 |                                  | із дерева                                                |
| Монументально-декоративна композиція «Шевченко»                     | 2000 | Новий Буг                        | Із граніту. У співавторстві з Віктором Макушиним         |
| Меморіальна дошка маршалу Жукову                                    | 2002 | Миколаїв                         | Із граніту. У співавторстві з Віктором Макушиним         |
| Меморіальна дошка Аркасу                                            | 2004 | Миколаїв                         | Із граніту                                               |

## Виставки
1. Республіканська виставка «Завжди на варті», м. Київ, 1972.
2. Всесоюзна виставка робіт молодих художників, м. Москва, 1976.
3. Республіканська виставка скульптури малих форм, м. Київ, 1976.
4. Перша міська виставка малюнку, м. Миколаїв, 1980.
5. Республіканська мистецька виставка «Шістдесят героїчних років», м. Київ, 1980.
6. Республіканська виставка «Мы будуємо комунізм», м. Київ, 1982.
7. Обласна художня виставка «Художники — місту», м. Миколаїв, 1982.
8. Обласна художня виставка, присвячена 40-річчю визволення Миколаївщини від німецько-фашистських загарбників, м. Миколаїв, 1984.
9. Обласна художня виставка «200 років Миколаєву», 1989.
10. Обласна художня виставка, присвячена 40-річчю перемоги радянського народу у Великій вітчизняній війні, м. Миколаїв, 1986.
11. Обласна художня виставка «Художники — юбилею Октября», м. Миколаїв, 1987.
12. Виставка робіт миколаївських художників, м. Сієтл (США), 1991.
13. Обласна художня виставка, присвячена Дню міста, м. Миколаїв, 1991.
14. Перша художня виставка в Миколаївському філіалі Національного університету Києво-Могилянська Академія, м. Миколаїв, 1998.
15. Різдвяна художня виставка, м. Миколаїв,2000.
16. Ювілейна виставка, присвячена 70-річчю в Обласному художньому музеї імені В. В. Верещагіна, м. Миколаїв, 2005.
17. Персональна виставка в Обласному художньому музеї імені В. В. Верещагіна, м. Миколаїв, 2006.
18. Різдвяна художня виставка, м. Миколаїв, 2006.
19. Персональна виставка в Обласному художньому музеї імені В. В. Верещагіна, м. Миколаїв, 2007.
20. Обласна художня виставка «Художники — місту», м. Миколаїв, 2008.
21. Обласна художня виставка «Миколаєву 210 років», м. Миколаїв, 2009.
22. Обласна художня виставка «Художники — місту», м. Миколаїв, 2010.
23. Різдвяна художня виставка, м. Миколаїв, 2011.